# Oakbank
Oakbank est une petite ville du Manitoba située à 15 km à l'est de Winnipeg dans la Rural Municipality of Springfield, avec une population de 4600 personnes (2016).

## Histoire
En 1887, un poste téléphonique est installé dans la maison du trésorier municipal.

En 1899, un bureau de poste est établi à l'endroit actuel de Oakbank et le village s'agrandit autour.

En 1901, une église presbytérienne s'installe et une église baptiste est construite en 1908.

En 1906, la Canadian Pacific Railway passe par le village. En 1927 la ligne passe à double sens. La station ferroviaire existera jusqu'en 1968.

L'électricité, fournie par la Winnipeg Electric Company, arrive à Oakbank en 1930. Les zones rurales autour ne sont pas électrifiées avant 1949.

## Démographie
| 2011  | 2016  |
| ----- | ----- |
| 3 474 | 4 604 |

## Sources
- (en) Cet article est partiellement ou en totalité issu de l’article de Wikipédia en anglais intitulé « Oakbank, Manitoba » (voir la liste des auteurs).